# منتخب منغوليا لكرة السلة
منتخب منغوليا لكرة السلة هو ممثل منغوليا الرسمي في المنافسات الدولية في كرة السلة. ينتمي إلى منطقة الاتحاد الآسيوي لكرة السلة. انضم إلى الاتحاد الدولي لكرة السلة في 2000.